# 宮崎市立ひなた中学校
宮崎市立ひなた中学校（みやざきしりつ ひなたちゅうがっこう）は、宮崎県宮崎市旭一丁目にある公立の中学校。
2024年（令和6年）4月に夜間中学校として開校した。宮崎市教育情報研修センターに併設されている。

## 概要
歴史
2024年（令和6年）創立。
校訓
「挑戦・誇り・感動」
校歌
歌詞は2番まであり、両番の歌詞中に校名の「ひなた中学校」が登場する。

## 沿革
- 2024年（令和6年）
  - 4月1日 - 「宮崎市立ひなた中学校」（現校名）が創立。夜間部を設置[1]。
  - 4月22日 - 開校式を挙行。
- 2025年（令和7年）4月 - 「学びの多様化学校」として昼間部を設置[1]。

## 交通アクセス
最寄りの鉄道駅
- JR九州 日豊本線「宮崎駅」

最寄りのバス停留所
- 宮崎交通（宮交バス）「裁判所前」停留所

最寄りの幹線道路
- 国道220号
- 宮崎県道11号宮崎島之内線
- 宮崎県道341号宮崎港宮崎停車場線

## 周辺
- 宮崎市立宮崎小学校
- 宮崎県庁
- 宮崎県警察本部